# Beleg van Oldenzaal (1510)
Het Beleg van Oldenzaal vond plaats tussen 4 februari en 25 maart 1510 tijdens de Gelderse Oorlogen door een Gelderse krijgsmacht. Een ontzet volgde van 14 april tot 2 mei 1510 door een Utrechtse krijgsmacht.
Karel van Gelre was al jaren in oorlog met de Habsburgers, maar door zijn manier van land veroveren wist hij zijn hertogdom Gelre uit te breiden. Hij had nu ook een legitieme manier gevonden om het Oversticht met het land van Twente binnen te vallen. Van Gelre had namelijk wat jaren terug het kasteel van Oijen uit geldnood verpand aan bisschop Frederik van Baden, maar naar de mening van de Hertog had de bisschop het bezit nu helemaal toegeëigend. 

## Verloop
De Gelderse soldaten vielen begin 1510 het Twentse land binnen, waarna de kleine steden Diepenheim en Goor achter elkaar gebrandschat werden. Rond 3 februari werd Oldenzaal omsingeld, waarbij een contingent Deense huursoldaten die vanuit Genemuiden gemarcheerd waren, de noordoostkant van de stad belegerde. 

### Beleg
Karel van Gelre maakte gebruik van katapulten en er werden drie kanonnen gebruikt door de Geldersen krijsmacht, die op de drie stadspoorten werden gericht (waaronder de Bisschopspoort en Steenpoort). In de daaropvolgende dagen werden drie bestormingen op de stad Oldenzaal gedaan, waarbij 200 tot 300 Gelderse huursoldaten sneuvelden. Het zou echter door een in paniek geraakte burger komen, die per ongeluk een brand had ontstoken, dat Oldenzaal zich op 25 maart 1510 overgaf. Vlak voor het beleg hadden boeren uit de omgeving Berghuizen bescherming en beschutting binnen de stad gezocht, maar door de ontstane brand vluchtten ze weg, de Oldenzalers koesterden nog jarenlang een wrok tegen de boeren uit die omgeving.
Die dag sloegen de Gelderse soldaten aan het plunderen, mensen werden doodgeslagen of gevangengenomen. De Sint-Plechelmuskerk werd leeggeroofd van al haar rijkdom, miskelken, zilverwerk en kunstwerken werden meegenomen. In het Heilige-geest gasthuis werden zieken en oude mensen gewurgd en hun bezittingen afgenomen. Toen de Gelderse troepen verder trokken, lieten ze 400 krijgsmannen achter. 

### Ontzet
In april trok Frederik van Baden met een Bisschoppelijke krijgsmacht vanuit Deventer via Salland naar Oldenzaal en zijn vazal Floris van Egmont marcheerde met een huurleger naar Diepenheim, Goor en Rijssen om deze weer aan de Stichtse kant te krijgen. Rond 14 april 1510 omsingelden allebei de legers zich om Oldenzaal. De stad bleef zich vijf weken verzetten met tientallen verliezen aan beide kanten. Op 2 mei veroverde Floris van Egmont de stad Oldenzaal, onder de Gelderse gesneuvelden waren 150 krijgsmannen en elf ruiters
De prior-abt Johannes van Lochem was vermoedelijk een ooggetuige of iemand die een overlevende verslag van het voorval opschreef in zijn "kroniek van het klooster Albergen". Ondanks dat Karel van Gelre het Twentse land na drie maanden alweer verloor, bouwde hij door al het brandschatten een flink bedrag op om zijn oorlog te bekostigen.
Huissen (1502) · Arnhem (1505) · Oldenzaal (1510) · IJsselstein (1511) · Venlo (1511) · Arnhem (1514) · Groningen (1514) · Zaltbommel (1515) · Sneek (1517) · Medemblik (1517) · Hasselt · Nijenbrugge · Steenwijk (1523) · Sloten (1523) · Zwolle (1524) · Utrecht · 's-Gravenhage (1528) · Harderwijk (1528) · Tiel (1528) · Heiligerlee (1536) · Sittard · Düren · Amersfoort (1543)· Gulik (1543) · Venlo (1543)